# サミュエル・モンタギュー (初代スウェイスリング男爵)

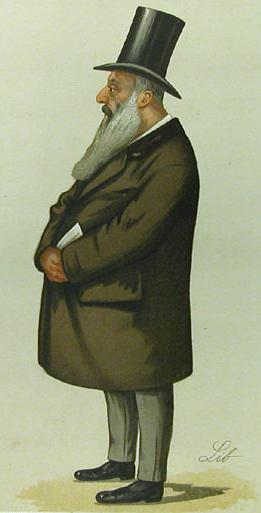
サミュエル・モンタギュー (初代スウェイスリング男爵)

初代スウェイスリング男爵サミュエル・モンタギュー、あるいはモンタギュー・サミュエル（Samuel Montagu, 1st Baron Swaythling, 1832年12月21日 - 1911年1月12日）はイギリスの銀行家である。
サミュエル家はポーランドのポーゼンにさかのぼる家系だった。なお、ハーバート・サミュエルは親戚である。

## 来歴
1832年、リヴァプールにて、ルイス・サミュエル Louis Samuel の子モージズ・サミュエル Moses Samuel（後にSamuel Moses） として生まれる。代々サミュエルが姓のように使われていたのだが、のちにモージズをモンタギューと改め、姓とする。
1847年にロンドンに出て、1853年、銀行会社サミュエル・モンタギュー・アンド・カンパニー （Samuel Montagu & Co.） を営み始めた。最初はレドンホール・ストリート Leadenhall street、後にオールド・ブロード・ストリート Old Broad street に移った。
1885年自由党から下院議員 となり、1887年から1890年まで、金銀両貨幣委員会のメンバーとなった。
スウェイスリング男爵の称号が1907年に与えられた。
敬虔なユダヤ教徒で博愛主義者であり、大きな社会事業に貢献した。
ロスチャイルドのように、アムステルダムのコーエン家と結婚した。
弟にシドニー・モンタギュー＝サミュエル（Sydney Montagu Samuel, , 1848年 - 1884年）、息子にハイマン・モンタギュー（Hyman Montagu, JE, d.1895年）、エドウィン・サミュエル・モンタギュー（Edwin Samuel Montagu, , 1879年 - 1924年）がいる。